# Огинская, Александра
Алекса́ндра Огинская (19 марта 1730 — 28 августа 1798) — общественный деятель Великого княжество Литовского. Дочь Михаила Фредерика Чарторыйского.
В 1748 году вышла замуж за Михаила Антония Сапегу, а после его смерти в 1761 году — за великого гетмана литовского Михаила Казимира Огинского. Таким образом за свою жизнь, являлась представителем трёх знатнейших родов того времени.
После смерти отца она унаследовала город Седльце с семью окрестными фольварками. Многое сделала для экономического и культурного развития города.